# Brixia Tour
El Brixia Tour fou una cursa ciclista per etapes italiana disputada al voltant de la ciutat de Brescia a Llombardia. Creada el 2001, la cursa es va disputar de forma continuada fins al 2011, i del 2005 al 2011 formà part de l'UCI Europa Tour, en la categoria 2.1.

## Llista de guanyadors
| Edició | Guanyador          | Segon                 | Tercer                        | Etapes | Km    |
| ------ | ------------------ | --------------------- | ----------------------------- | ------ | ----- |
| 2001   | Cadel Evans        | Milan Kadlec          | Raffaele Ferrara              | 3      | 518,7 |
| 2002   | Igor Astarloa      | Mirko Celestino       | Gianluca Valoti               | 3      | 316,0 |
| 2003   | Martin Derganc     | Francesco Casagrande  | Mirko Celestino               | 3      | 504,5 |
| 2004   | Danilo Di Luca     | Paolo Tiralongo       | Massimiliano Gentili          | 3      | 504,5 |
| 2005   | Emanuele Sella     | Davide Rebellin       | Pedro Arreitunandía Quinterio | 3      | 478,4 |
| 2006   | Davide Rebellin    | Marco Marzano         | Ruslan Pidgornyy              | 4      | 671,8 |
| 2007   | Davide Rebellin    | Santo Anzà            | Matteo Carrara                | 4      | 678,3 |
| 2008   | Santo Anzà         | Francesco Masciarelli | Eddy Ratti                    | 5      | 814,0 |
| 2009   | Giampaolo Caruso   | Domenico Pozzovivo    | No atribuïda                  | 5      | 878,2 |
| 2010   | Domenico Pozzovivo | Morris Possoni        | Daniel Martin                 | 5      | 669,3 |
| 2011   | Fortunato Baliani  | Domenico Pozzovivo    | Diego Ulissi                  | 5      | 828,1 |